# Syndrome de Bickerstaff
 Mise en garde médicale
Le syndrome de Bickerstaff est une maladie rare du système immunitaire du système nerveux central. Comme pour le syndrome de Miller-Fisher, dont il est très proche, ce syndrome est caractérisé par la présence dans le sang d'auto-anticorps anti-GQ1B, un des constituants de la myéline. Cependant, ces anticorps ne sont retrouvés que chez 70 % des patients souffrant de Bickerstaff.
Pour certains, un virus du genre Herpesviridae pourrait être impliqué.

## Dénomination
Les termes « encéphalite de Bickerstaff » et « rhombencéphalite postinfectieuse de Bickerstaff » décrivent le même syndrome.

## Épidémiologie
Le syndrome de Bickerstaff est une maladie rare.
Des cas de syndrome de Bickerstaff ont été décrits après des infections, notamment à cytomégalovirus (CMV), Campylobacter jejuni ou au virus d'Epstein-Barr (EBV).

## Symptomatologie
Le syndrome de Bickerstaff est une encéphalite du tronc, dont la symptomatologie présente des caractéristiques communes avec le syndrome de Guillain-Barré et le syndrome de Miller-Fisher.
L'évolution se fait en trois phases : la phase aiguë, correspondant à l'installation des symptômes, et dont la durée est de l'ordre de la semaine ; la phase de plateau, pendant laquelle on observe une stagnation des symptômes sans aggravation ni amélioration (la durée de cette phase est de l'ordre du mois) ; et enfin la phase de récupération, correspondant au retour progressif vers l'état normal en général. La récupération complète des fonctions motrices et sensitives est courante, mais des séquelles légères ou graves peuvent exister. Ces trois phases durent au total environ six mois.
À la phase aiguë sont décelables :
- une diplopie (vision double) ;
- une ophtalmoplégie externe, voire totale (paralysie des mouvements des yeux ; les nerfs atteints dans l'ophtalmoplégie sont les plus riches en GQ1B) ;
- une ataxie (troubles de la marche) ;
- une aréflexie des membres ;
- un signe de Babinski ;
- des troubles de la conscience (coma réel ou  apparent, la conscience et la sensibilité pouvant être parfaitement conservés[5]).

Dans 50 % des cas, le tableau clinique peut comprendre :
- une tétraparésie flasque et symétrique, et une diplégie faciale ;
- des troubles sensitifs et une blépharoptôse.

## Traitement
C'est le même que celui de la polyradiculonévrite aiguë inflammatoire de Guillain-Barré-Strohl. Il consiste en immunoglobulinothérapie intra-veineuse (une sorte de sérothérapie) ou alors échanges plasmatiques et surtout prévention-traitement des complications (comme les troubles de la déglutition, la dysautonomie, les troubles respiratoires ou encore les complications de décubitus).